# Jakow Lwowitsch Baseljan
Jakow Lwowitsch Baseljan (russisch Яков Львович Базелян; * 28. August 1925 in Slatopol, Sowjetunion; † 4. Juni 1990 in Moskau) war ein sowjetischer Filmregisseur.

## Leben und Leistungen
Baseljan schloss 1952 seine Ausbildung am Staatlichen All-Unions-Institut für Kinematographie unter Michail Romm ab. Nach zwei Jahren als Regieassistent am Mosfilmstudio wechselte er zum Kiewer Kinostudio und verblieb dort bis 1960. Zusammen mit Sergei Paradschanow drehte Baseljan 1954 sein Debütwerk, den Märchenfilm Андриеш (Andrijesch). Mit Wege und Schicksale (1956) folgte das erste eigene Projekt des Nachwuchsregisseurs. In Kooperation mit Artur Woitezki entstand anschließend Рождённые бурей (Roschdjonnyje burei, 1958) nach Nikolai Ostrowskis Roman Die Sturmgeborenen. Die Tschechow-Adaption Дом с мезонином (Dom s mesoninom, 1961) markierte den Beginn von Baseljans Engagement für das Kinostudio von Jalta. 1964 wechselte er zum Gorki-Studio und drehte dort zunächst Aljoschas Jagd (1966). Bis Ende der 1970er Jahre entstanden noch vier Kino- und ein Fernsehfilm. Außerdem trat Baseljan in Wladimir Motyls erfolgreichem Abenteuerfilm Weiße Sonne der Wüste (1970) als Statist auf.
Während seiner Laufbahn drehte er elf Filme und arbeitete u. a. mit Arkadi Tolbusin, Wera Altaiskaja und Alexei Tschernow zusammen.

## Filmografie (Auswahl)
- 1955: Андриеш (Andrijesch) – Ko-Regie mit Sergei Paradschanow
- 1956: Wege und Schicksale (Puti i sudby)
- 1966: Aljoschas Jagd (Aljoschkina ochota)
- 1969: Тренер (Trener)
- 1969: Вчера, сегодня и всегда (Wtschera, segodna i wsegda) (Fernsehfilm)
- 1970: Weiße Sonne der Wüste (Belyje solnze pustyni) – als Darsteller